# Meshuggah (EP)
Meshuggah (anche noto come  Psykisk Testbild) è il primo EP del gruppo musicale svedese Meshuggah, pubblicato nel 1989.

## Tracce
1. Cadaverous Mastication – 7:51
2. Sovereigns Morbidity – 4:31
3. The Debt of Nature – 7:20

## Formazione
- Jens Kidman – voce, chitarra
- Niclas Lundgren – batteria
- Peter Nordin – basso
- Fredrik Thordendal – chitarra, voce